# قصر السلام (هولندا)

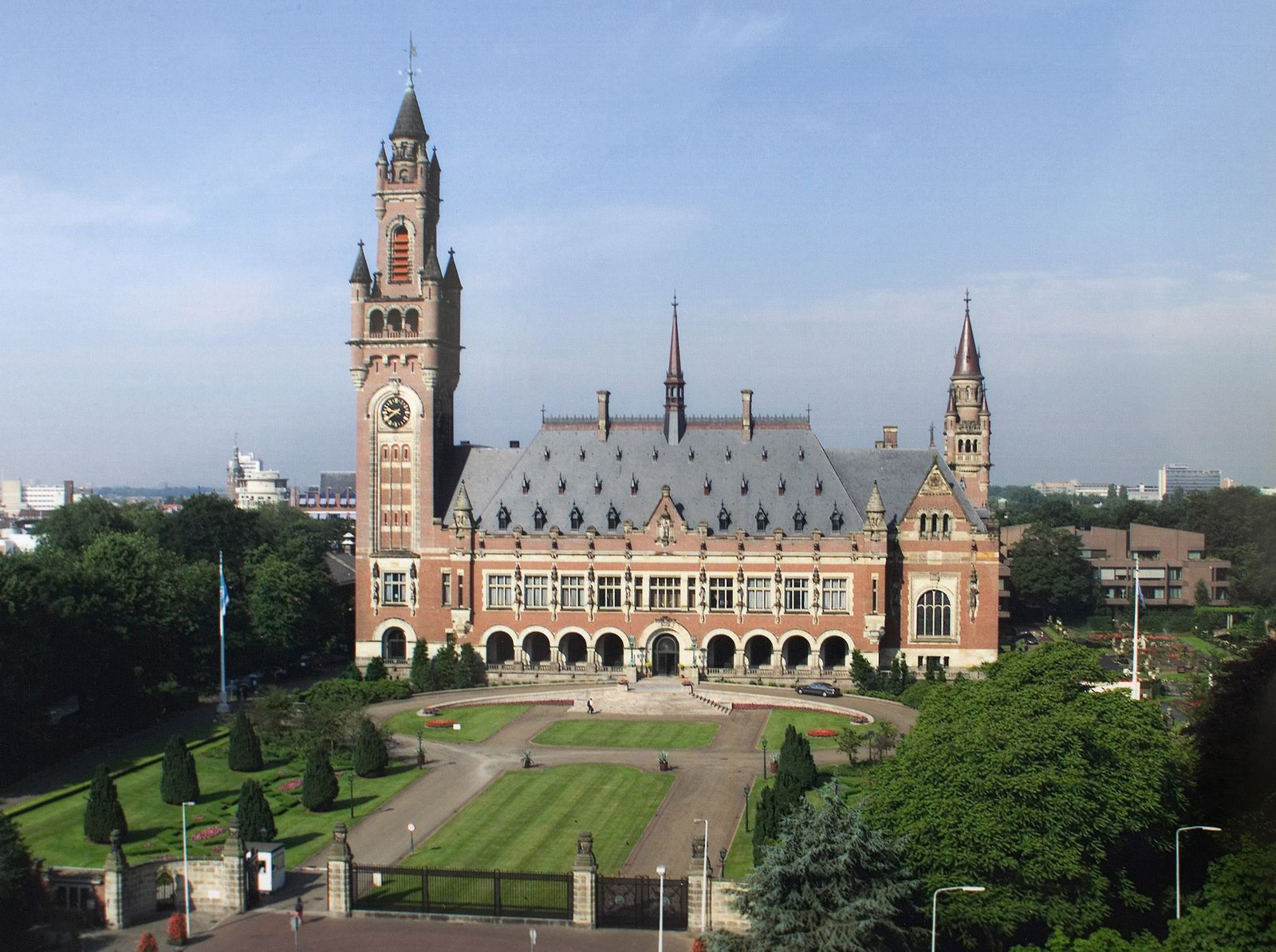
قصر السلام، مارس 2006

قصر السلام (بالهولندية: Vredespaleis) هو عبارة عن مبنى إداري في لاهاي، هولندا. وغالباً ما يطلق عليه مقر القانون الدولي لأنه يضم محكمة العدل الدولية (والذي هو الهيئة القضائية الرئيسية للالأمم المتحدة)، ومحكمة التحكيم الدائمة، وأكاديمية لاهاي للقانون الدولي، ومكتبة قصر السلام الشاملة. بالإضافة إلى استضافة هذه المؤسسات، وقصر هو أيضا مكانا منتظما للمناسبات الخاصة في السياسة الدولية والقانون الدولي. قصر افتتح رسميا في 28 آب 1913، وبنيت أصلا لتوفير منزل رمزي للمحكمة التحكيم الدائمة، خلقت محكمة لانهاء الحرب التي أنشئت بموجب معاهدة في [لاهاي [اتفاقيتا 1899 و1907]]. أندرو ديكسون وايت، الذين كان لهم دور فعال في خلق هذه المحكمة وتأمين التمويل اللازم لتوفير ذلك مع «أماكن تستحق» الجهود، كتب عن فكرة لصديقه أندرو كارنجي، الذين قدموا في نهاية المطاف 1.5 مليون دولار لبناء قصر السلام:

## معرض الصور

بعض التماثيل والتماثيل النصفية والصور من دعاة السلام البارزين من جميع أنحاء العالم
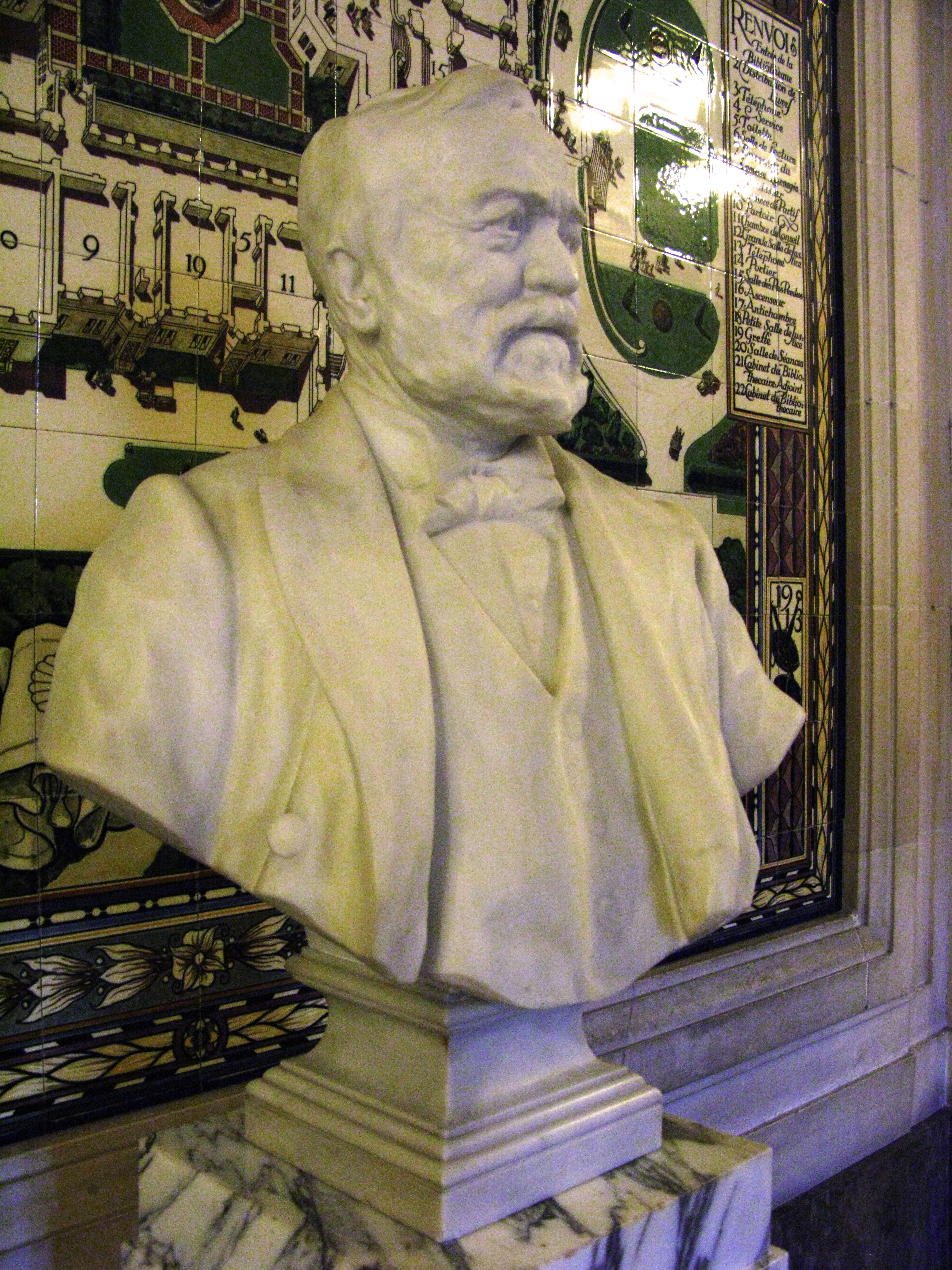
أندرو كارنجي
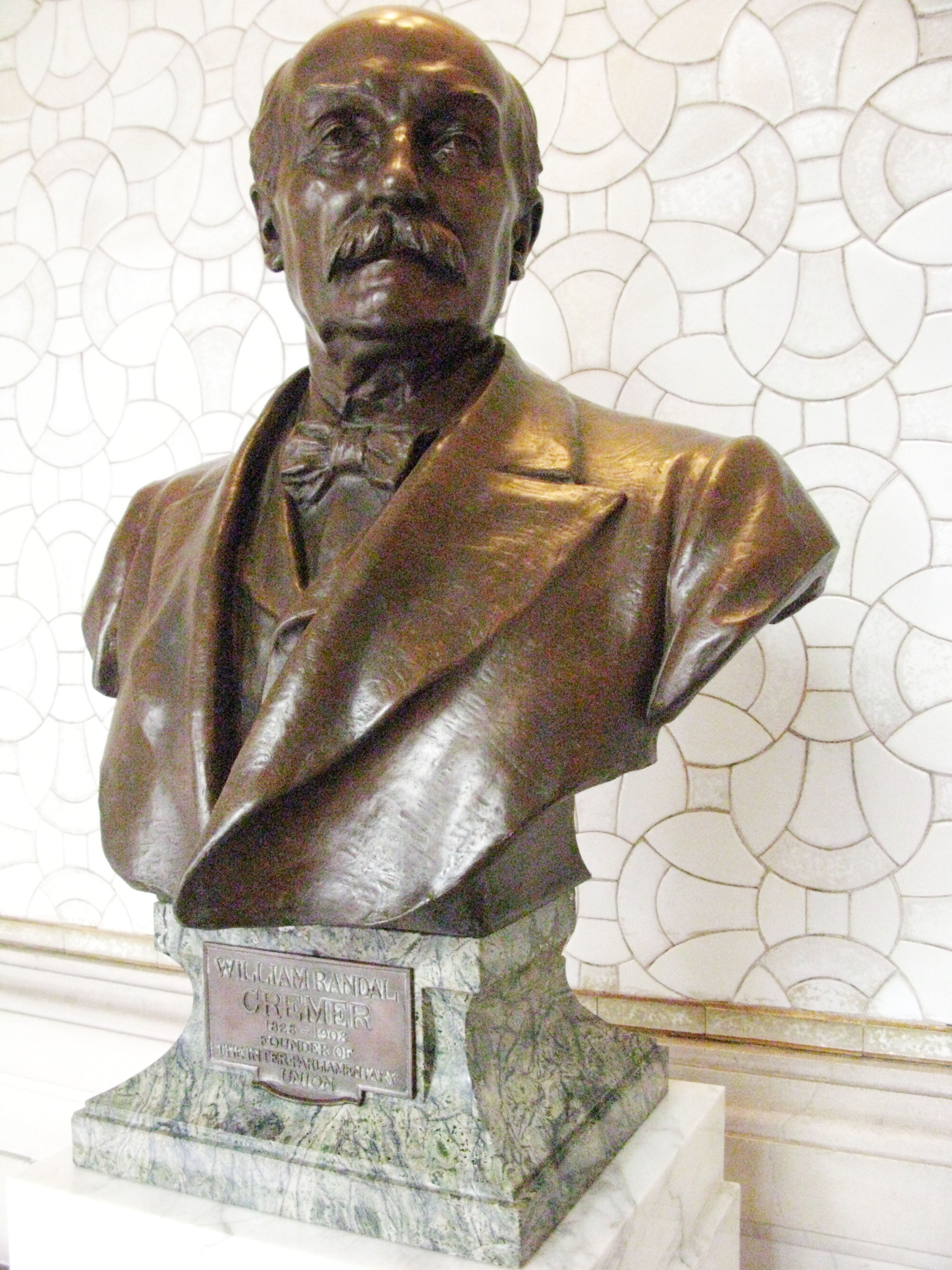
ويليام راندال كريمر
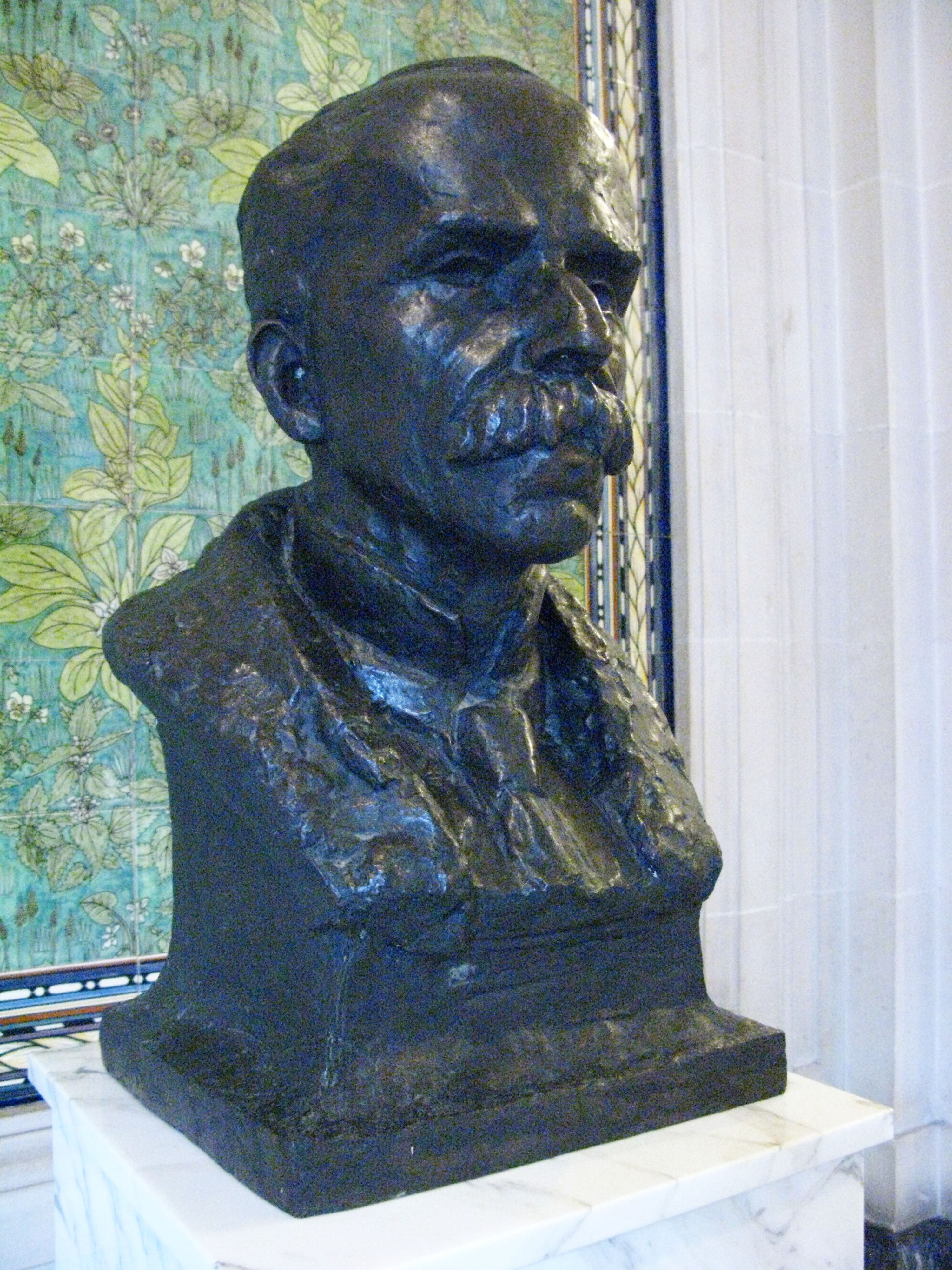
روي باربوزا
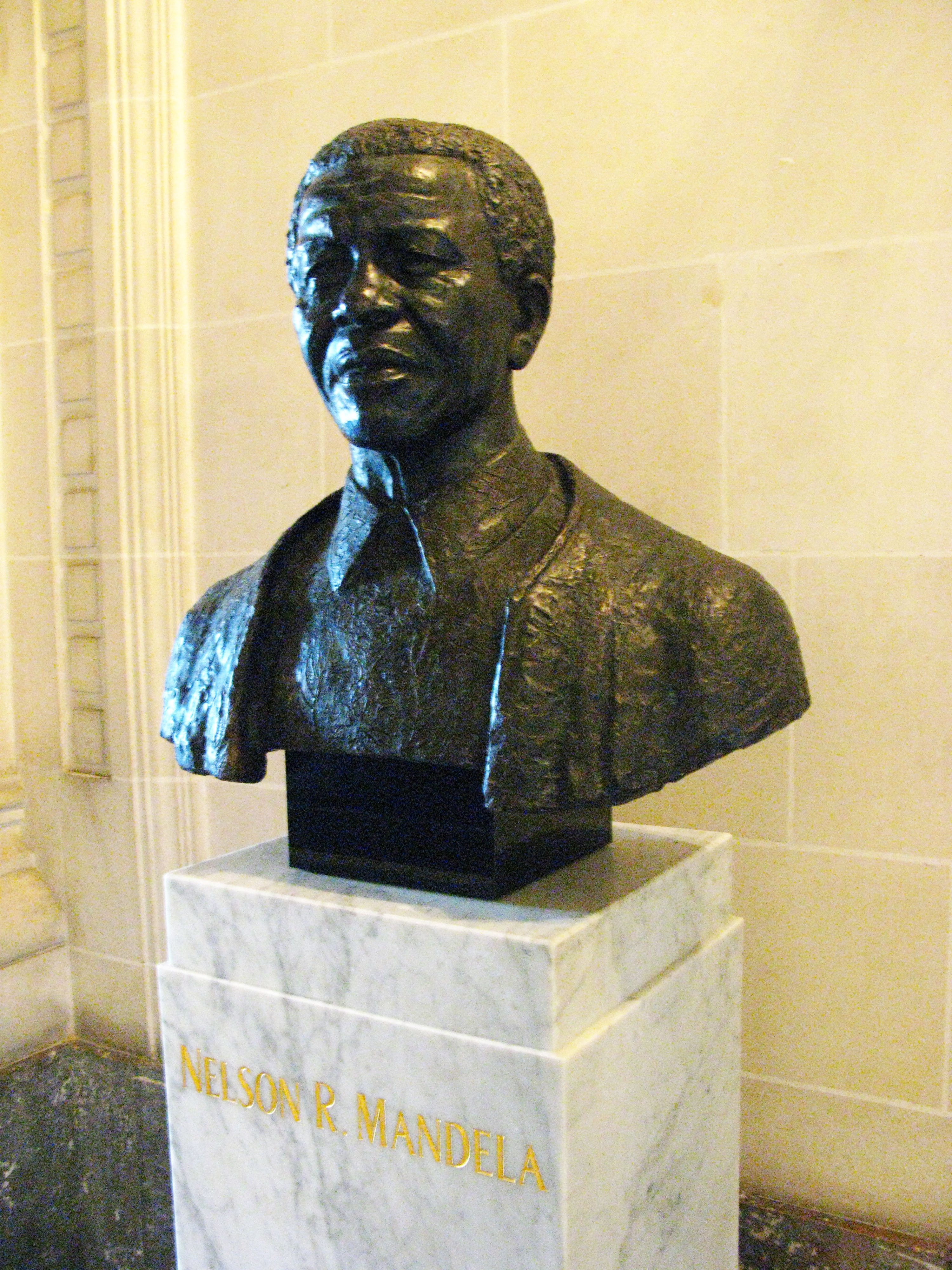
نيلسون مانديلا
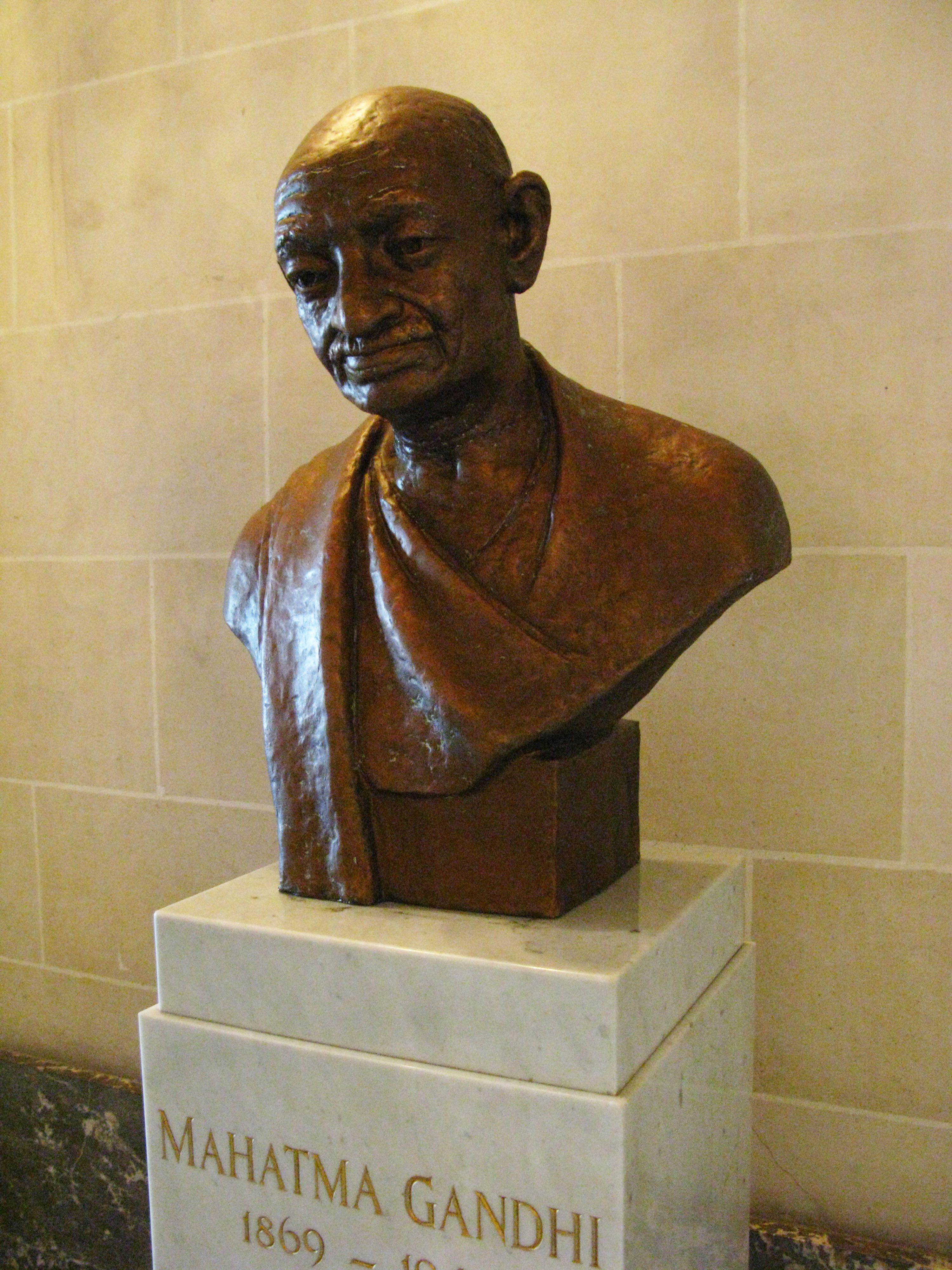
مهاتما غاندي
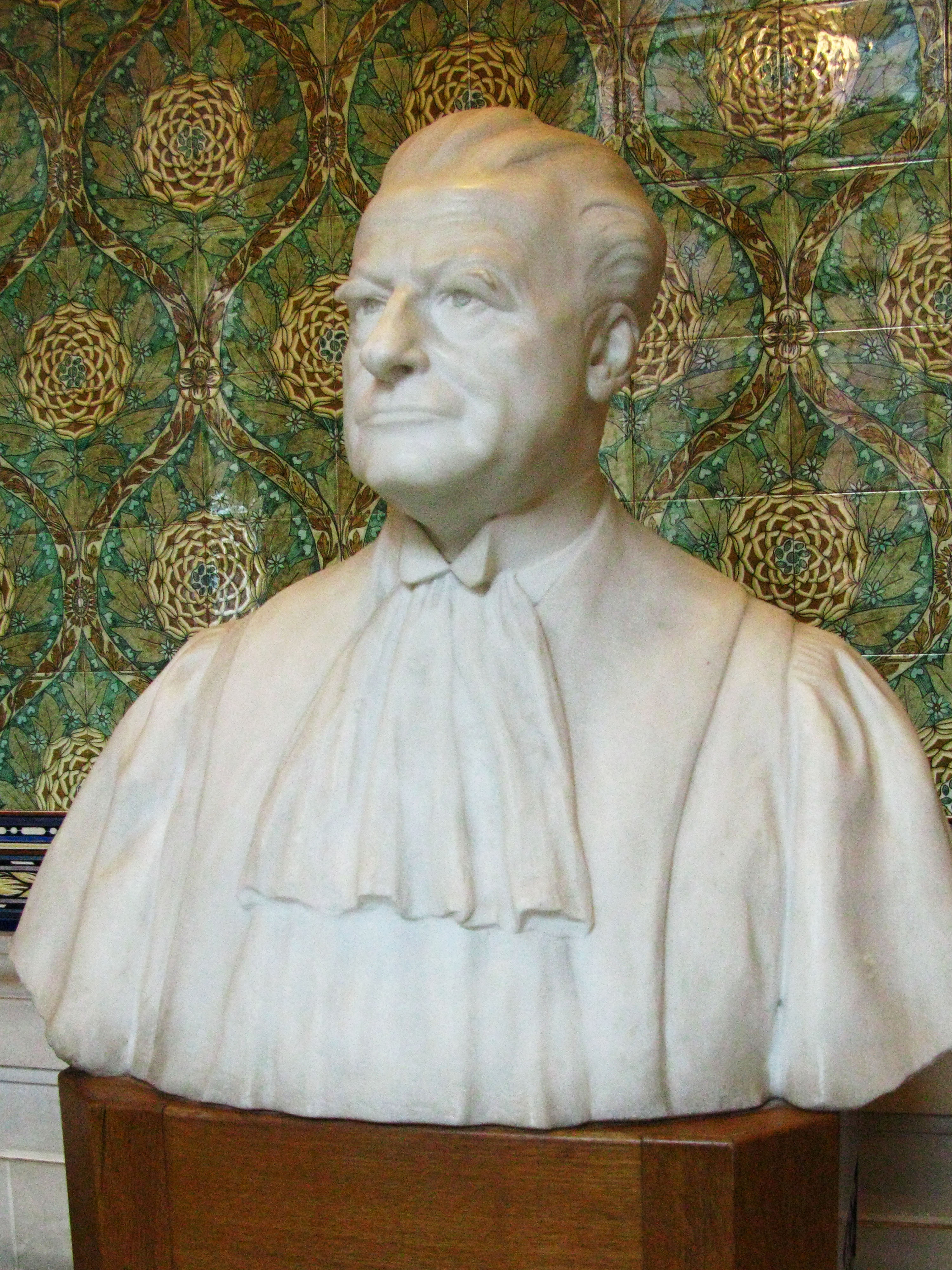
Bernard Loder
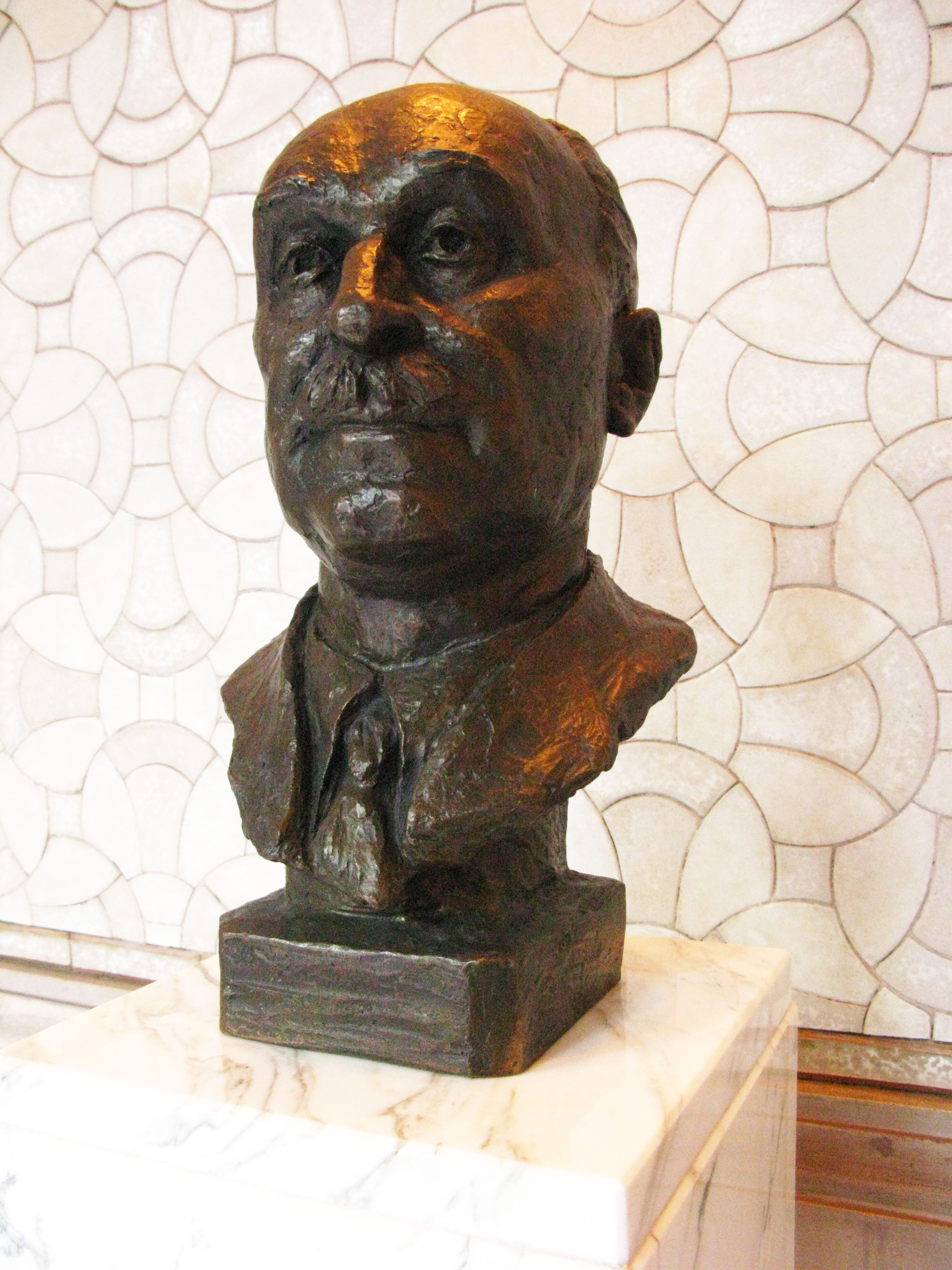
جان موني
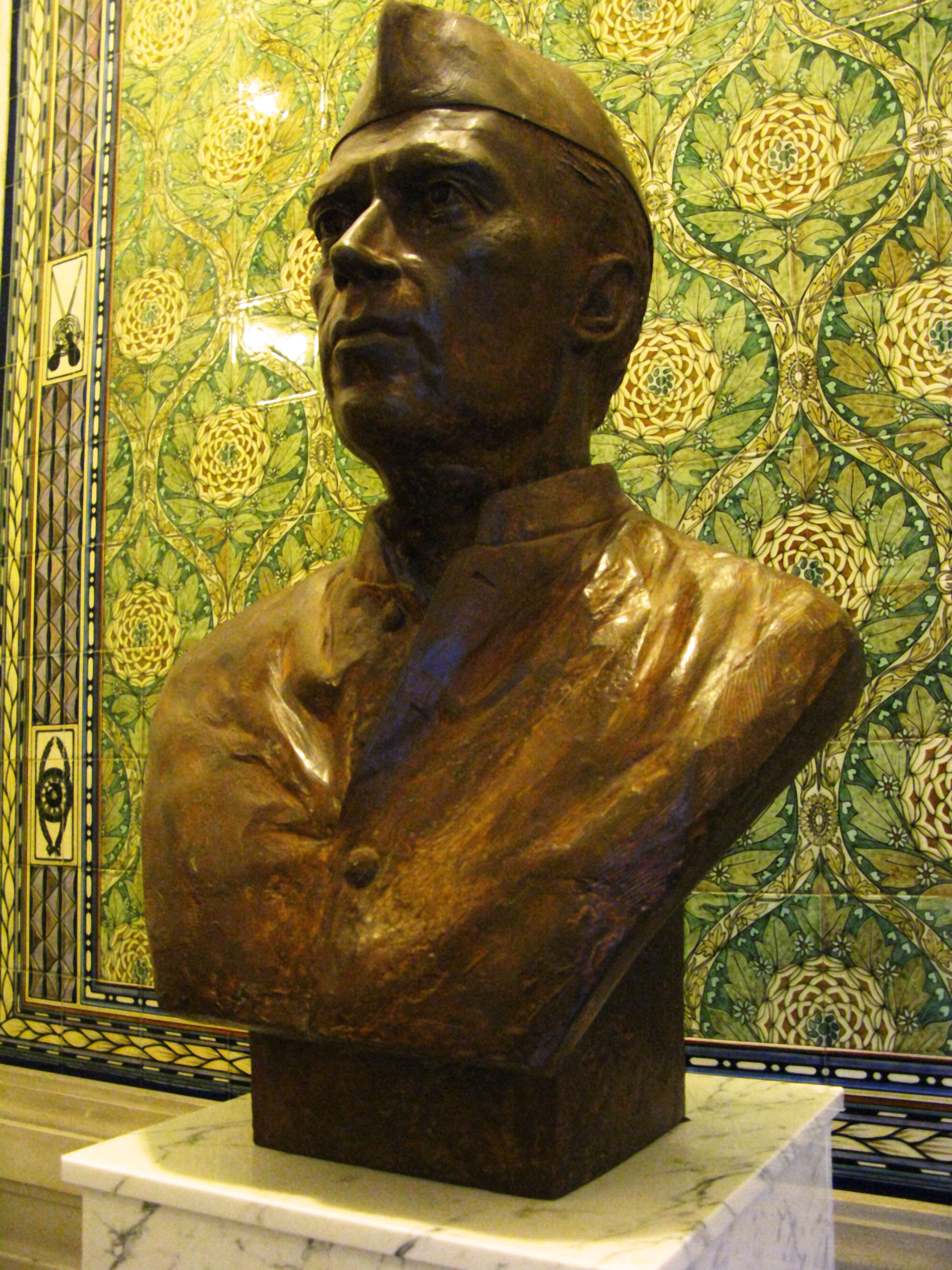
جواهر لال نهرو

## مزيد من القراءة
- The Building of Peace. A Hundred Years of Work on Peace Through Law. The Peace Palace 1913–2013. ISBN:978-94-6236-086-0. مؤرشف من الأصل في 2016-09-20.
- Eyffinger، Arthur (1988). The Peace Palace: Residence For Justice, Domicile Of Learning. ISBN:90-6611-331-6.
- "A GLIMPSE OF THE PALACE OF PEACE, JUST DEDICATED: From an Architectural Standpoint It Has Aroused Adverse Criticism, but It Is a Superb Structure, the Interior Being Especially Beautiful". The New York Times. 7 سبتمبر 1913. مؤرشف من الأصل في 2014-05-20. اطلع عليه بتاريخ 2012-05-25.
- "The Temple of Peace at The Hague". The Advocate of Peace. ج. 75 ع. 9: 200–1. 1913. JSTOR:20666789.